# Stewartia pteropetiolata
Stewartia pteropetiolata là một loài thực vật có hoa trong họ Theaceae. Loài này được W.C. Cheng miêu tả khoa học đầu tiên năm 1934.